# Edward Mycielski
Edward Mycielski herbu Dołęga (ur. 12 października 1865 w Krakowie, zm. 27 stycznia 1939 we Wrześni) – polski działacz polityczny, przemysłowiec, poseł na sejm galicyjski, zastępca posła do Rady Państwa, zastępca członka Wydziału Stronnictwa Prawicy Narodowej w 1910.

## Życiorys
Pochodził z rodziny ziemiańskiej, był synem Feliksa i Romanii z Rutkowskich, bratem Stanisława i Heleny - żony Wacława Zaleskiego. Kształcił się w Gimnazjum św. Anny w Krakowie (ukończył w 1884), następnie studiował na Wydziale Filozoficznym Uniwersytetu Jagiellońskiego i na uniwersytecie w Halle (rolnictwo). W 1893 był właścicielem posiadłości tabularnej Zatwarnica I, II, III z przyległościami Sikawiec, Kalinów i Suche Rzeki.
Był zastępcą marszałka powiatowego chrzanowskiego, w latach 1908–1914 pełnił mandat poselski w sejmie galicyjskim; pracował w komisjach górniczej, przemysłowej (sekretarz), solnej, petycyjnej. W 1911 pełnił urząd starosty powiatu chrzanowskiego. W 1913 pokonał w wyborach Franciszka Stefczyka. Od 1911 był równocześnie zastępcą posła do Rady Państwa (Jana Zarańskiego). Ponadto pełnił funkcje członka Rady Szkolnej Okręgowej w Chrzanowie, członka wydziału okręgowego Towarzystwa Kredytowego Ziemskiego, prezesa Zarządu Powiatowego w Chrzanowie Towarzystwa Kółek Rolniczych we Lwowie (1914), przewodniczącego Powiatowego Komitetu Narodowego w Chrzanowie (podczas I wojny światowej). W 1919 był zastępcą reprezentanta rządu polskiego przy Komitecie Plebiscytowym w Cieszynie.
Prowadził aktywną działalność w życiu gospodarczym i przemysłowy. Przed I wojną światową założył w powiecie chrzanowskim kilka fabryk, m.in. pomp, armatur i odlewni żelaza, cegielni parowej, fabryki impregnowania drewna (w Trzebini). Był także znaczącym akcjonariuszem spółki Polskie Zakłady Garbarskie S.A. w Ludwinowie. Po wojnie był m.in. prezesem Rady Nadzorczej Zjednoczonych Fabryk Portland-Cementu "Firley" S.A. (w Warszawie), prezesem Rady Nadzorczej S.A. "Trzebinia" Fabryka Maszyn i Narzędzi Rolniczych, wiceprezesem Cukrowni we Wrześni S.A. Pełnił funkcję wiceprezesa Związku Polskich Kawalerów Maltańskich. Został m.in. odznaczony Maltańskim Krzyżem Kawalerskim, a 2 maja 1923 Krzyżem Oficerskim Orderu Odrodzenia Polski „za zasługi, położone na polu pracy obywatelskiej".
29 września 1895 poślubił Helenę Ponińską herbu Łodzia (1872–1952). Miał z nią syna Stanisława (ur. 1897), w II RP pracownika służby zagranicznej, od 1930 żonatego z Marią Czarkowską-Golejewską, córką Cyryla.